# Liquid Kids
Liquid Kids, llamado en Japón Mizubaku Daibōken (ミズバク大冒険?), es un videojuego de plataformas de Taito publicado para arcade en agosto de 1990. Se hicieron dos conversiones del juego, una para la PC Engine y una para la Sega Saturn. La versión para PC Engine se reeditó en la Consola Virtual para Wii en 2008.

## Argumento
Hipopo, un hipopótamo (posiblemente un ornitorrinco realmente, dada su apariencia), vive felizmente con sus amigos y su novia Tamasun en Woody Lake, hasta que un día, de repente, un malvado demonio de fuego aparece, sembrando el caos en Woody Lake y secuestrando a su novia y sus amigos. Gracias al poder que le transmite el espíritu del lago, Hipopo adquiere la habilidad de crear y lanzar bombas de agua, con las cuales extingue el fuego y derrota a sus enemigos. Hipopo comienza su aventura para rescatar a sus amigos y su novia Tamasun y derrotar al demonio de fuego para devolver la paz a Woody Lake.

## Modo de juego
Hipopo es el protagonista del juego al que manejamos.
El juego consta de 7 zonas diferentes con una media de 3 rondas por zona, con un jefe al final de cada una.
Hipopo lanza bombas de agua que moja a los enemigos. Cuando los enemigos están aturdidos y mojados, pueden ser destruidos con solo tocarlos, pero si no son tocados rápido, se secan y vuelven a moverse normalmente.
Si se mantiene el botón de lanzar las bombas de agua pulsado, Hipopo aumenta el tamaño de la bomba de agua. Si se lanzan muchas bombas de agua rápidamente, cada vez serán más pequeñas y harán menos efecto, hasta que llegue un momento en el que no se puedan lanzar más, pero con solo esperar un segundo o dos, se vuelve a poder lanzar bombas del tamaño normal.
En ciertos niveles, hay plantas que si se mojan con las bombas de agua, crecen, llegando a revelar secretos, ítems o permitiéndote llegar más alto saltando en ellas.
En el juego hay varios ítems que proporcionan al personaje mejoras, como por ejemplo, lanzar bombas de agua gigantes, etc.

## Otras apariciones de Hipopo
- Space Invaders DX (1994)
- Bubble Symphony (1994)
- Bubble Memories (1996)
- Pop'n Pop (1998)
- Arkanoid vs. Space Invaders (2017)